# Hesttjörnan
Hesttjörnan är en sjö i Åre kommun i Jämtland och ingår i Nean-Vapstälvens kustområde. Sjön har en area på 0,0418 kvadratkilometer och ligger 626,6 meter över havet. Sjön avvattnas av vattendraget Sörelva.

## Delavrinningsområde
Hesttjörnan ingår i det delavrinningsområde (704189-132088) som SMHI kallar för Inloppet i Hållsjön. Medelhöjden är 709 meter över havet och ytan är 6,15 kvadratkilometer. Det finns inga avrinningsområden uppströms utan avrinningsområdet är högsta punkten. Avrinningsområdets utflöde Sörelva mynnar i havet. Avrinningsområdet består mestadels av skog (52 procent) och kalfjäll (40 procent). Avrinningsområdet har 0,04 kvadratkilometer vattenytor vilket ger det en sjöprocent på 0,7 procent.